# Evropská dálková trasa E3

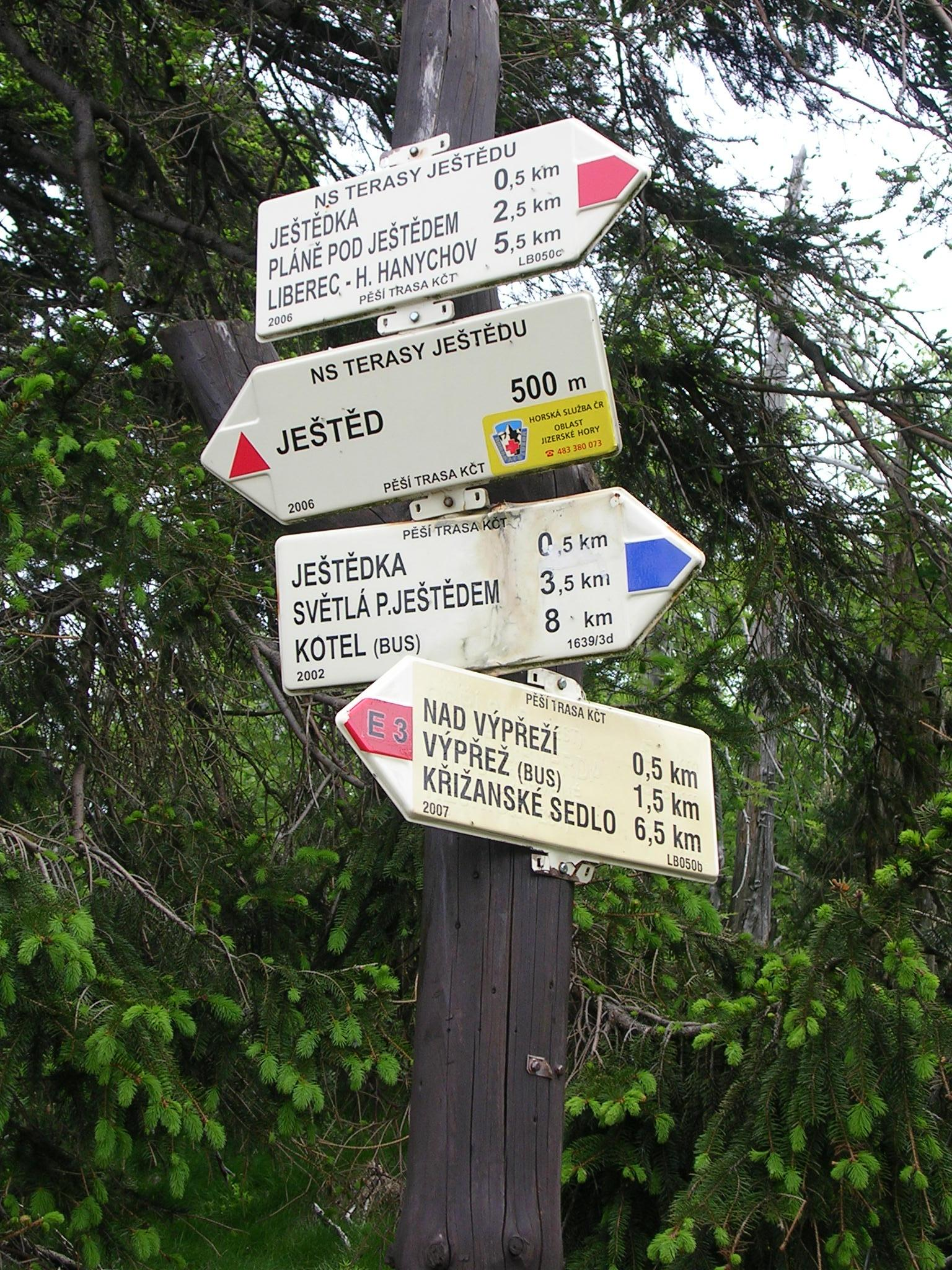
Trasa E3 u Ještědu

Evropská dálková trasa E3 je evropská dálková turistická trasa v projektované délce 6950 km pro pěší turisty po Evropě od Španělska na východ do Bulharska. 
Českou republikou prochází při severní hranici, v terénu je vyznačena tabulkami s uvedením E3 a pásovým značením různých barev.

## Průběh trasy
Evropská dálková trasa E3 v současnosti začíná v španělském poutním městě Santiago de Compostela a vede územím těchto států:
- Portugalsko - plánováno prodloužení trasy po Cape St. Vincent
- Španělsko
- Francie
- Belgie
- Lucembursko
- Německo
- Česko
- Polsko
- Slovensko
- Maďarsko
- Rumunsko
- Bulharsko, po celé délce je tvořena dálkovou turistickou trasou Kom-Enime, která měří 650 km a vede z hory Kom u Srbské hranice až k mysu Emine na břehu Černého moře.

## Historie vzniku
Evropské turistické sdružení vytvořilo do roku 2006 v Evropě jedenáct Evropských dálkových tras označených E1 až E11. V České republice byla využita již existující síť značených turistických tras, které byly pospojovány a označeny klasickými směrovkami a tabulkami turistického značení Klubu českých turistů. Původní pojmenování a označení tras v Česku nebylo zrušeno.

## Propojení států a E tras
Trasa má v projektu procházet těmito státy (od západu): Španělsko, Francie, Belgie, Lucembursko, Německo, Česko, Polsko, Slovensko, Maďarsko, Rumunsko a Bulharsko. Spojí se tak pro pěší turisty pobřeží Atlantského oceánu s Černým mořem.
Mezinárodní E trasy se navzájem kříží, na území Česka se dálková trasa E10 kříží s E3 poblíž Jedlové v Lužických horách.

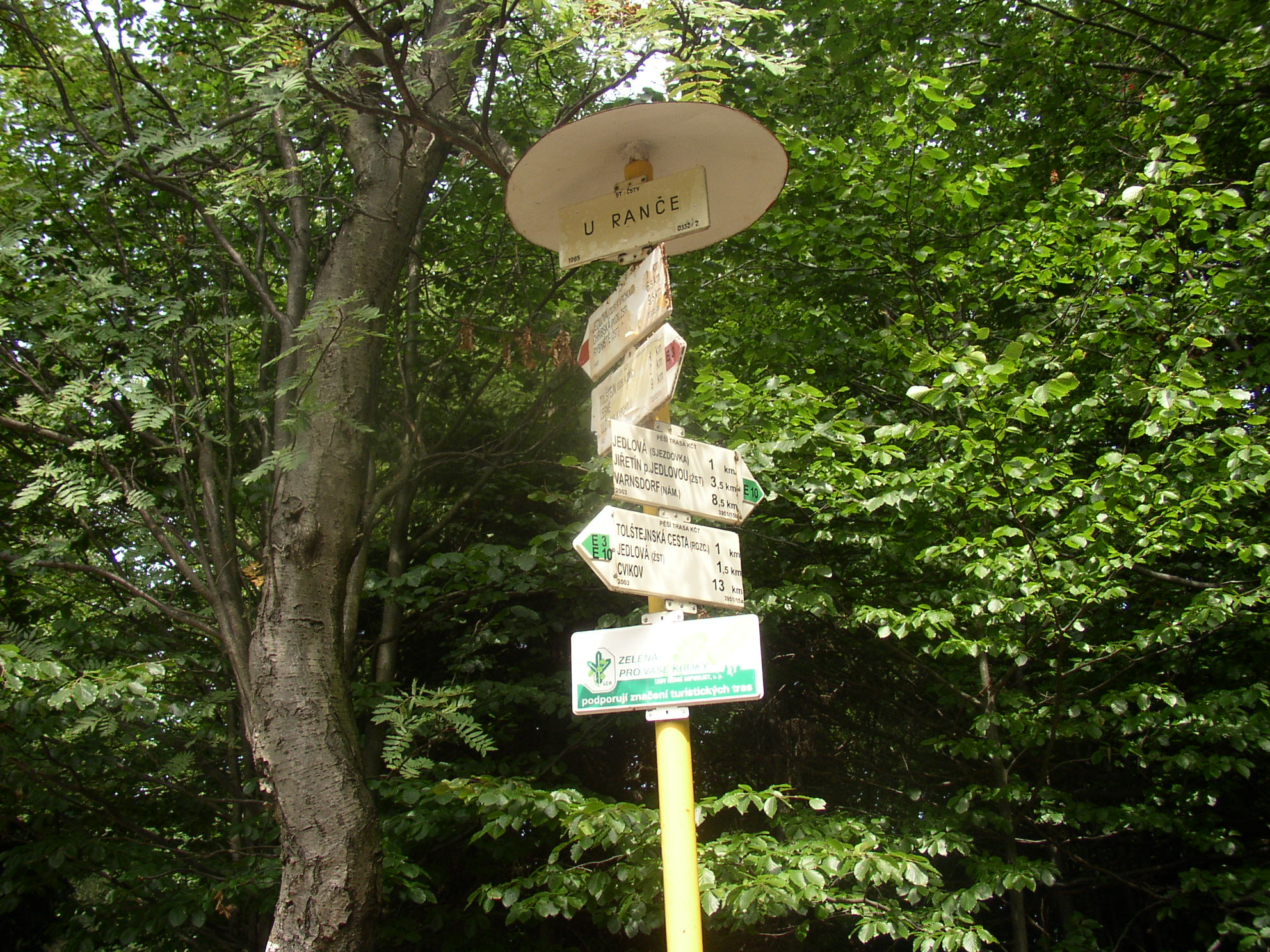
Křížení E3 a E10 u Jedlové

## Trasa při hranici České republiky
Českou republikou prochází podél severní hranice od hraničního přechodu mezi německým Schirndingem a Pomezím nad Ohří, poté od západní strany Krušných hor přes Labské pískovce, Lužické a Jizerské hory a západní hranici Krkonoš. V Harrachově přechází do Polska, na území Česka se vrací přes Králický Sněžník, dál vede přes Hrubý a Nízký Jeseník a Beskydy. Odtud přechází na území Slovenska.

## Využití původních tras v Česku
Trasa E3 je vedena po již existujících značených cestách, které na řadě úseků měly své regionální označení.